# Калоула
Калоула (Kaloula) — рід земноводних підродини Карликові райки родини Карликові райки. Має 16 видів. Інша назва «бичача жаба».

## Опис
Загальна довжина представників цього роду коливається від 5 до 9 см. Голова коротка, масивна. Очі середнього розміру. Тулуб великий, у більшості видів округлий з короткими, проте потужними кінцівками. При цьому розширюється ззаду. Основне забарвлення переважно темних кольорів з великими світлими плямами, що розташовані хаотично (уодних калоул) або симетрично з боків (в інших калоул).

## Спосіб життя
Полюбляють тропічні ліси, вологі місцини поблизу водойм. Активні переважно у присмерку. Живляться переважно комахами.
Це яйцекладні амфібії.

## Розповсюдження
Мешкають від Індії, Шрі-Ланки, Бангладешу до Філіппін та Великих Зондських островів, а також у Китаї й Корейському півострові.

## Види
| Біноміальна назва і автор                                  | Поширена назва                  |
| ---------------------------------------------------------- | ------------------------------- |
| Kaloula assamensis (Das, Sengupta, Ahmed, and Dutta, 2005) |                                 |
| Kaloula baleata (Müller In Oort & Müller, 1833)            | Flower pot toad                 |
| Kaloula borealis (Barbour, 1908)                           |                                 |
| Kaloula conjuncta (Peters, 1863)                           | Truncate-toed chorus frog       |
| Kaloula kalingensis (Taylor, 1922)                         | Kalinga narrowmouth toad        |
| Kaloula kokacii (Ross & Gonzales, 1992)                    | Catanduanes narrow-mouthed frog |
| Kaloula mediolineata (Smith, 1917)                         |                                 |
| Kaloula picta (Duméril & Bibron, 1841)                     | Slender-digit chorus frog       |
| Kaloula pulchra (Gray, 1831)                               | Chubby frog                     |
| Kaloula rigida (Taylor, 1922)                              | Luzon narrow-mouthed frog       |
| Kaloula rugifera (Stejneger, 1924)                         |                                 |
| Kaloula taprobanica (Parker, 1934)                         | Шрі-Ланкійська жаба-бак         |
| Kaloula verrucosa (Boulenger, 1904)                        |                                 |
| Kaloula walteri (Diesmos, Brown & Alcala, 2002)            |                                 |